# Коптский календарь
Коптский календарь, именуемый также Александрийским календарём, используется Коптской православной церковью. Этот календарь основан на более древнем Египетском календаре. Во избежание сползания календарных дат по сезонам в 238 до н. э. царь Египта Птолемей III Эвергет попытался провести реформу древнего календаря, заключавшуюся во вставке шестого эпагоменального дня каждые четыре года. Однако, эта реформа не была принята египетскими жрецами и населением; календарь был реформирован лишь в 25 году до н. э. римским императором Августом, сохранив синхронизацию египетского календаря со вновь введённым юлианским календарём. Новый календарь получил название коптского. Его годы и месяцы совпадают с годами и месяцами эфиопского календаря, но имеют разные номера и названия.

## Коптский год
Коптский год — это улучшенный гражданский год древнего египетского календаря, сохранивший его разделение на три времени года, по четыре месяца каждое. Три времени года упоминаются в специальных молитвах коптской литургии. Этот календарь употребляется до сих пор во всём Египте феллахами для определения времени сельскохозяйственных работ. Коптский календарный год состоит из 13 месяцев: 12 месяцев по 30 дней и дополнительный месяц из 5 или 6 дней, в зависимости от того, високосный год или простой. Год начинается 29 августа по юлианскому календарю, или 30 августа, если следующий год високосный. Високосные года в коптском календаре назначаются по тем же правилам, что и в юлианском календаре, таким образом шестидневный 13 месяц всегда предшествует юлианскому високосному году.
Праздник Нейруз знаменует первый день коптского года. Его празднование попадает на первый день месяца тота, первый месяц коптского календаря, который с 1901 по 2098 год попадает на 11 сентября по григорианскому календарю или на 12 сентября, если следующий год високосный. Счёт лет в коптском календаре ведётся с 284 года — с года пришествия к власти императора Диоклетиана, чьё правление было ознаменовано глобальными реформами в римском государстве, а также гонениями на христиан. Отсюда и название эпохи календаря: лат. Anno Diocletiani — от Диоклетиана, или лат. Anno Martyrum — от мучеников (A. M.) (сокращение «A. M.» также используется для обозначения отсчёта лет «от сотворения мира» в еврейском календаре, лат. Anno Mundi; аббревиатура «A. D.» прочно закрепилась в календарях, используемых в христианских церквях как лат. Anno Domini и в отношении эпохи Диоклетиана не используется).
Для того, чтобы вычислить номер коптского года, необходимо вычесть из номера юлианского года число 284 до коптского Нового года или число 283 в остальных случаях.

## Коптские месяцы
| номер | коптское       | коптское   | Греческое  | Транслитерация с греческого | Арабское        | Время года       | Происхождение коптского названия                                                                                               |
| номер | бохайрское     | саидское   | Греческое  | Транслитерация с греческого | Арабское        | Время года       | Происхождение коптского названия                                                                                               |
| ----- | -------------- | ---------- | ---------- | --------------------------- | --------------- | ---------------- | --- |
| I     | Ⲑⲱⲟⲩⲧ          | Ⲑⲟⲟⲩⲧ      | Θώθ        | тот                         | توت‎ тут         | Ахет (ⲑⲓⲛⲟⲡⲟⲣⲟⲛ) | егип. ḏḥwty джехути «Тот», бог мудрости и науки                                                                                |
| II    | Ⲡⲁⲟⲡⲓ          | Ⲡⲁⲱⲡⲉ      | Φαωφί      | фаофи́                       | بابه‎ баба       | Ахет (ⲑⲓⲛⲟⲡⲟⲣⲟⲛ) | егип. pꜣ-n-jpt па-эн-ипет «праздник Карнака»                                                                                   |
| III   | Ⲁⲑⲱⲣ           | Ϩⲁⲑⲱⲣ      | Ἁθύρ       | ати́р                        | هاتور‎ хатур     | Ахет (ⲑⲓⲛⲟⲡⲟⲣⲟⲛ) | егип. ḥwt-ḥr хут-хор «Хатхор», богиня красоты и любви                                                                          |
| IV    | Ⲭⲟⲓⲁⲕ          | Ⲕⲟⲓⲁϩⲕ     | Χοίακ      | хи́як                        | كياك‎ кийяк      | Ахет (ⲑⲓⲛⲟⲡⲟⲣⲟⲛ) | егип. kꜣ-ḥr-kꜣ ка-хер-ка «дух за духом», название празднества                                                                  |
| V     | Ⲧⲱⲃⲓ           | Ⲧⲱⲃⲉ       | Τυβί       | тиви́                        | طوبه‎ туба       | Перет (ⲫⲣⲱ)      | егип. tꜣ-ꜥꜣbt та-аабет «подношение»                                                                                            |
| VI    | Ⲙⲉϣⲓⲣ          | Ⲙϣⲓⲣ       | Μεχείρ     | мехи́р                       | أمشير‎ ’амшир    | Перет (ⲫⲣⲱ)      | егип. pꜣ-n-pꜣ-mḫrw па-эн-па-мехру — название празднества, возможно, по разновидности корзины, используемой на этом празднестве |
| VII   | Ⲡⲁⲣⲉⲙϩⲁⲧ       | Ⲡⲁⲣⲙϩⲟⲧⲡ   | Φαμενώθ    | фамено́т                     | برمهات‎ барамхат | Перет (ⲫⲣⲱ)      | егип. pꜣ-n-jmn-ḥtp па-эн-амен-хетеп «праздник Аменхотепа»                                                                      |
| VIII  | Ⲫⲁⲣⲙⲟⲩⲑⲓ       | Ⲡⲁⲣⲙⲟⲩⲧⲉ   | Φαρμουθί   | фармути́                     | برموده‎ барамуда | Перет (ⲫⲣⲱ)      | егип. pꜣ-n-rnn-wtt па-эн-ренен-уэтет «праздник Рененутет»                                                                      |
| IX    | Ⲡⲁϣⲁⲛⲥ         | Ⲡⲁϣⲟⲛⲥ     | Παχών      | пахо́н                       | بشنس‎ башанс     | Шему (ϣⲱⲙ)       | егип. pꜣ-n-ḫnsw па-эн-хенсу «праздник Хонсу», бога луны                                                                        |
| X     | Ⲡⲁ̀ⲱⲛⲓ          | Ⲡⲁⲱⲛⲉ      | Παῦνι      | паи́ни                       | بؤنة‎ ба’уна     | Шему (ϣⲱⲙ)       | егип. pꜣ-n-jnt па-эн-инет «праздник долины»                                                                                    |
| XI    | `Ⲉⲡⲏⲡ          | Ⲉⲡⲏⲡ       | Ἐπιφί      | эпифи́                       | أبيب‎ ’абиб      | Шему (ϣⲱⲙ)       | егип. jpj-jpj ипи-ипи, значение неизвестно                                                                                     |
| XII   | Ⲙⲉⲥⲱⲣⲏ         | Ⲙⲉⲥⲱⲣⲏ     | Μεσορί     | месори́                      | مسرى‎ мисра      | Шему (ϣⲱⲙ)       | егип. mswt-rꜥ месут-ра, «рождение Ра», бога солнца                                                                             |
| XIII  | Ⲡⲓⲕⲟⲩϫⲓ `ⲛ̀ⲁⲃⲟⲧ | Ⲉⲡⲁⲅⲟⲙⲉⲛⲁⲓ | Ἐπαγόμεναι | эпагомены                   | نسيئ‎ наси’      | Шему (ϣⲱⲙ)       | бохайрск. «малый месяц», саидское от др.-греч. ἐπαγόμεναι                                                                      |